# Низький замок
Низьки́й за́мок у Льво́ві — зруйнований замок Львова. На місці, де розташовувалася фортеця, нині знаходиться Національний музей імені Андрія Шептицького, Національний академічний український драматичний театр імені Марії Заньковецької та площа мистецького вернісажу. На честь зруйнованої пам'ятки архітектури названа вулиця, котра проходить між вернісажем та Національним музеєм. Замок було названо Низьким на противагу Високому замку, який стояв на Замковій горі.

## Історія
Перша історична згадка про Низький замок датується 1292 роком. Галицький король Лев Данилович збудував замок 1270 року в долині Полтви (північно-західний кут львівського середмістя) і згодом переніс сюди свій двір із Високого замку.
1340 року, коли Львів намагався захопити литовський князь Любарт, Низький замок було дуже пошкоджено, але незабаром його відбудували. 1353 року Любарт наказав спалити місто дощенту і відбудовану фортецю знову було знищено.
Через небезпеку війни з Казимиром III, у 1345 та 1349 роках у Львові за наказом Лева Юрійовича (загинув 1323) було розбудовано та укріплено захисні форпости укріплення і Низький замок також.
Після захоплення Галичини Польським Королівством Низька фортеця перейшла у власність короля. Деякі польські історики вважають, що цей замок збудував польський король Казімєж III у 1362 році (свідчення неправдиві, бо замок збудували у 1270-х роках). Згідно з Краківською кафедральною хронікою, написаною близько 1370 року, Низький замок у Львові збудував польський король Казимир III Великий.
У 1360-х роках велися роботи з будівництва Низького замку. У 1372–1378 роках тут проживав правитель Галичини князь Володислав Опольський. 1381 року спалахнула нова пожежа, під час якої фортеця згоріла через те, що вона була зроблена з дерева. Новий замок був відбудований із дерева і згорів у XVI ст.

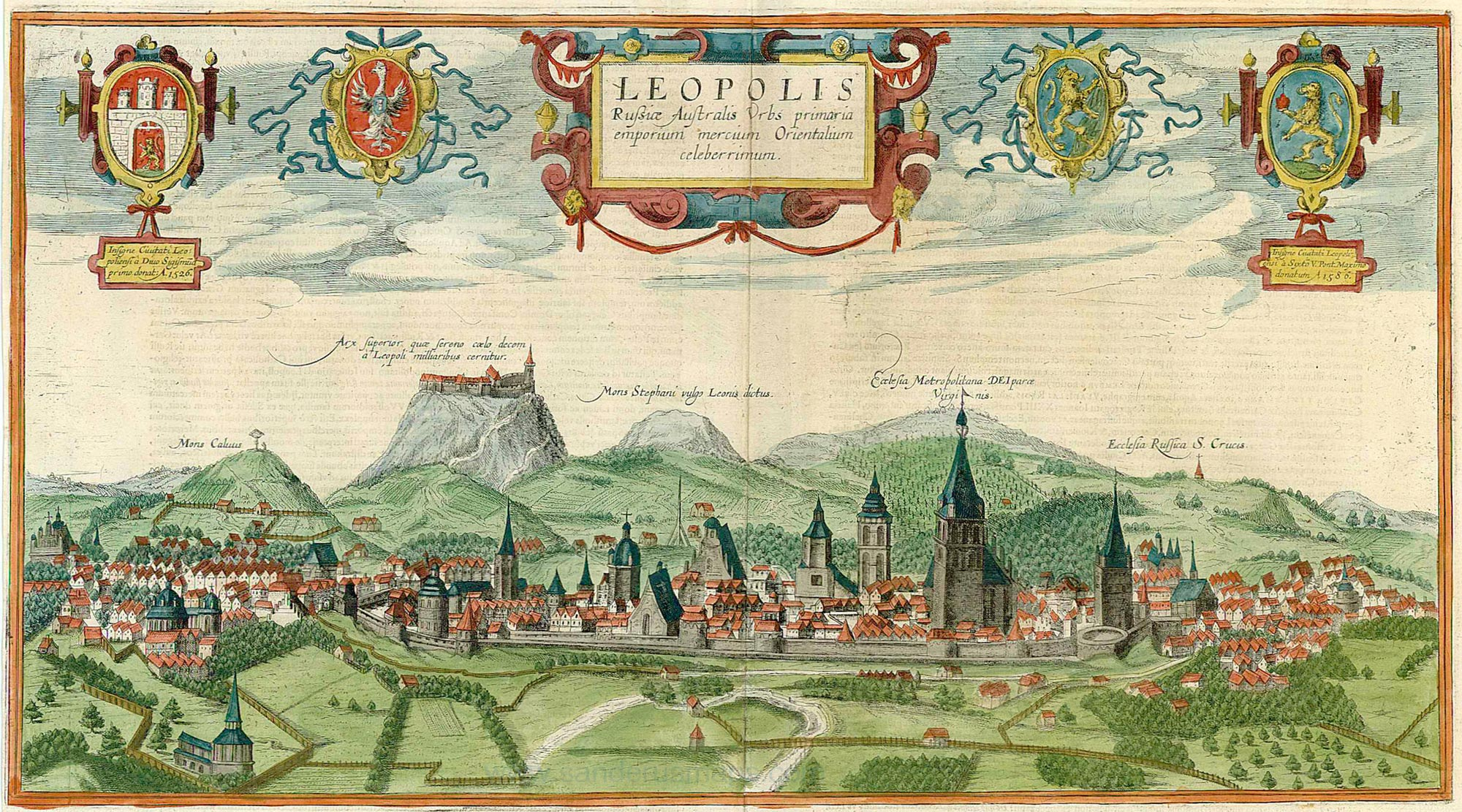
Панорама Львова (Абрагам Гогенберг, 1617—1618)

З 1387 року в Низькому замку часто проживали польські королі. Замок навіть став неофіційною резиденцією правителів Польщі. У різні часи в ньому мешкали: правитель Галичини князь Владислав Опольчик, король Владислав II Ягайло та королева Ядвіґа, король польський Владислав III Варненчик, король Швеції Карл XII (після взяття Львова шведами), правитель Москви Василь I Дмитрович, Станіслав Лещинський та багато інших видатних діячів.
У XV столітті в кримінальній в'язниці, яка містилася ліворуч, біля брами замку, утримували частину полонених тевтонських лицарів після славнозвісної битви під Грюнвальдом (1410).
Найбільша пожежа Львова, котра сталася 1527 року, обійшла фортецю.
У 1537 році сталися неординарні події в історії Речі Посполитої, з якими був пов'язаний Низький замок. Під Збоїщами зібралася 120-тисячна об'єднана польська та литовська армії для військового походу на Волощину. Але замість військового походу армія, під проводом магнатів і шляхти, підняла «курячу» війну, або так званий рокош — військове повстання проти короля. Вони заперечували династичне право спадкоємця монарха зайняти королівський престол до того часу, поки на це не дадуть згоду впливові шляхтичі. Усе закінчилося тим, що 9 вересня 1537 року король Сигізмунд І вибачився перед шляхтою у дворі Низького замку. У 1537 році в Низькому Замку король Сигізмунд I Старий підписав документ, за яким спадковість королівської влади в Королівстві Польському скасовувалася.
У 1565 році після чергової пожежі Низького замку залишилися лише його мури. Старості фортеці (або львівському старості) Пйотру Бажому; за іншими даними, його звали Анджей Бардзи або Андрій Баржин) довелося побудувати нові будівлі замість погорілих. Того ж року за його наказом розпочали зведення нового мурованого замку, який було збудовано у стилі зрілого ренесансу. Нові будівлі прикрасили всіляким декором і вазонами, міщани ототожнювали замок із корчмою. Після смерті старости замку Пйотра Барзого (Петра Баржі) його місце посів Миколай Гербурт, який сприяв закінченню реконструкції фортеці 1575 року в ренесансово-маньєристичному стилі, яка обійшлася йому в 6572 золотих. Також багато в чому допоміг реконструкції замку дворянин Анджей (Андрій) Овадовський, котрий склав описи й кошториси для відбудови Низького замку. Цікавим фактом є те, що будівництвом керував італієць, ім'я якого не збереглося.
Через важкі випари з болотистої долини річки Полтви 1621 року король Сигізмунд III Ваза був змушений виїхати із замку і фортеця втратила статус офіційної резиденції королів Речі Посполитої. Натомість Низький замок став житлом для старости короля (себто львівського старости).
Під час ревізії фортифікаційних споруд Львова 1666 року, вежу цеху золотарів було підперто 9-ма дубовими колодами. Якби це не було зроблено, то вежа зруйнувалася б через те, що під нею протікав міський канал.
Фортеця була власністю короля, всередині замку знаходилася резиденція королівського старости, старостинський архів та навіть в'язниця. До XVII століття за мурами вежі зупинялися на перепочинок та у державних справах земські урядники, чиновники. Під час облоги міста Низький замок перетворювався на захисну твердиню для простих людей з околиць Львова.
Після смерті останнього старости замку — князя Радивила — фортеця занепала. Податків, які стягувалися з жителів Львова, не вистачало на вчасну реконструкцію Низького замку, а королі не хотіли допомагати матеріальному утриманню будівель. Тим не менш, певні роботи з укріплення фортифікацій проводилися. Так 1703 року для захисту замку на північно-західному наріжнику міських валів було споруджено укріплений ескарпом равелін.
Коли в 1704 році місто Львів захопили війська Карла XII, шведи пограбували Низький замок найбільше з-поміж інших споруд. Чого вартий лише той факт, що архівні документи шведські війська використовували на підстилку для своїх коней.

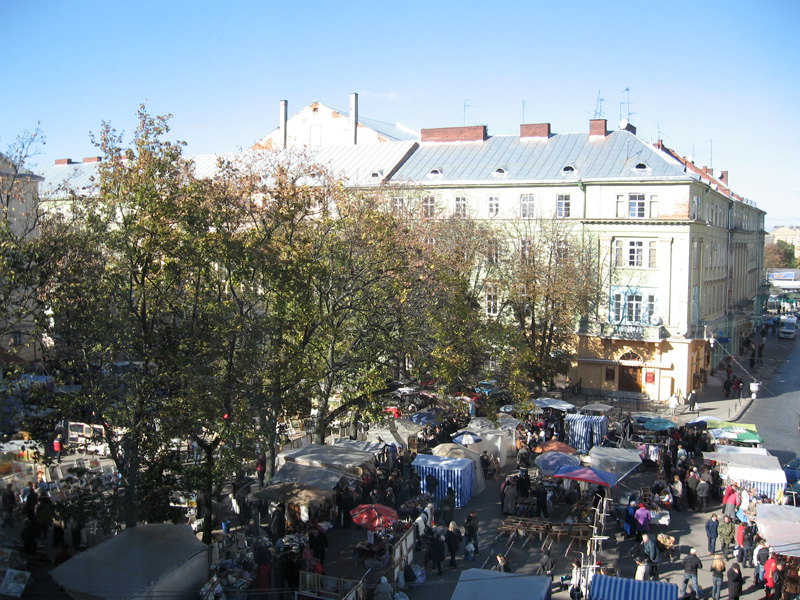
Колишня територія Низького замку: Національний театр ім. Марії Заньковецької і Театральна площа (вернісаж)

Фортеця поступово руйнувалася. Через те, що замковий комплекс перебував надзвичайно близько до річки Полтви, вологий ґрунт руйнував стіни та укріплення фортеці. Дійшло навіть до того, що наприкінці XVIII століття в'язні замку втікали з нього, просто розбираючи цеглини в мурі.
У 1724 році в замку відбулося пишне весілля Марії Софії, дочки коронного гетьмана Адама Сенявського з полоцьким воєводою Станіславом Ернестом Денгоффом. Через 2 роки фортеця стала свідком не менш пишніших похоронів гетьмана А. Сенявського.
Пізніше, для зустрічі нового старости Низького замку Стефана Потоцького, посеред двору було зведено тріумфальну арку. Попри ці події, кошти виділялися лише на те, щоб затулити тріщини в стінах та приховати трухлявість споруди за всілякими красивими декораціями.
Щоправда, у 1765 році на відновлення замку було виділено певні кошти, однак їх виявилося замало: мури перебували в хиткому стані, дерев'яні конструкції спорохнявіли, а в деяких місцях цегла повипадала та розпалася на порох.
Австрійська влада хотіла розмістити в замку контори губернських чиновників. За її дорученням архітектор Петро Полейовський у 1776 році розробив доволі помпезний проєкт перебудови, що зберігся й донині. Однак через поганий стан замку від реалізації цього проєкту відмовилися.
У 1782 році австрійський цісар Йозеф II подарував замок Станам Галицьким (тобто Галицькому становому сейму) із дорученням збудувати на його місці комплекс, що складався би з театру, зали для балів і готелю. 1784 року відповідний проект розробив директор міського будівельного управління Карл Мерц. Однак через бюрократичну тяганину до реалізації цього задуму не дійшло. На виділені для будівництва кошти було споруджено лише залу для балів та зустрічі знатних гостей, як театр використали костел Святого Хреста, котрий у 1785 році відібрали в Ордену францисканців і перебудували. До 1785 року на території замку діяла церква святої Катерини, збудована у «руському» стилі, але з її закриттям замок іще більше занепав, доживаючи свої останні часи.
1802 року міський уряд Львова у Галицького станового сейму викупив Низький замок, розібрав замкові приміщення і на їхньому місці зробив торговельну площу. Цеглини замку було продано як звичайний будівельний товар для будівництва театру графа Скарбека (міський уряд заробив на цьому 8528 крон). Частину цеглин купила єврейська громада Львова, з яких збудувала кам'яниці на Бернардинській площі (теперішня площа Соборна). Так було знищено одну з найвеличніших споруд Львова — Низький замок.

## Опис замку

Мапа комплексу Низького замку (автор І. Качор)

Мапи та опису первинного вигляду Низького замку не залишилося, окрім документа, який містить давнє планування замку, складеного після смерті старости Пйотра Бажого (пом.) 1570). За цим планом фортеця складалася з 2-х частин. Перша — це замок-дитинець, до якого входила церква, склепи, пивниці та покої власників фортеці. Відокремлювався дитинець від пригородку величезними мурами. Друга частина складалася із пригородку зі склепом. Подвір'я Низького замку мало розміри 20×20 м. Дитинець замку за розмірами був близько 38×52 м. Пригородок фортеці був ненадійно захищений, а стіни були не надто товстими.
Вигляд відбудованої фортеці лишився на багатьох мапах та малюнках, наприклад на гравюрах Ауреліано Пасаротті та Гаффнера.
За шведським планом, на західному мурі розміщувалася напівкругла вежа. Вона розташовувалася на північно-західному наріжнику.
Західна і північна межа фортеці продовжували лінію міських мурів, при цьому південна частина впиралася до комплексу монастиря францисканців, який до наших часів не зберігся. Зараз на місці монастиря є вул. Театральна, яка в часи існування Низького замку звалася Довгою і також нею проходив замковий рів. Вхідна брама на ніч закривалася, а звідний міст над ровом піднімали, аби крадії не мали змоги потрапити до двора замку. У вежі над брамою зберігався архів земських та міських актів, документів.
Замок-дитинець з півдня обмежувався каплицею святої Катерини, яка за легендами була перебудованою українською церквою, а зі сходу — Великими покоями. Під фортецею були льохи та потаємні кімнати. У північній частині Низького замку працювали державні служби. Натомість західне крило було пристосоване лише для житлових цілей.
В оборонних мурах були прорізані великі вікна, внизу приміщення містилися бійниці. Такі вікна були дуже потрібними для вентиляції, аби під час облоги захисники фортеці не задихнулися від порохових газів.
До замкового палацу входило шість будівель, криниця, а також вже вище згадана каплиця святої Катерини Олександрійської. Більша ж частина подвір'я Низького замку була вільною від забудови, щоб у разі війни тут могли сховатися жителі міста та розміститися війська. При східній стіні, біля в'їзду, розташовувалися стайні. Північне прясло займала кухня, навпроти якої стояла вже згадана вище криниця. Вода до неї йшла водогоном з-під Замкової гори.
Серед новацій фортеці треба виділити і внутрішні туалети, які прийшли на зміну виходкам.
На сьогодні не залишилося навіть руїн колишнього величного замку. Однак завдяки кропіткій роботі Я. Вітвіцького, І. Качора, І. Могитича, Ф. Марковського, Д. Швеця, О. Конюка, Р. Могитича, студентам архітектурного факультету Львівської політехніки та працям А. Чоловського, уявний вигляд Низького замку вдалося реконструювати (див. мапу вгорі ліворуч).

## Церква святої Катерини Олександрійської

### Історія

Низький замок. Костел святої Катерини Олександрійської (реконструкція Ігоря Качора)

Історики припускають, що церква святої Катерини була найстарішою спорудою Низького замку. Коли її побудували — невідомо, однак не залишає сумнівів те, що каплиця була закладена ще за галицьких князів. Перші згадки про неї можна знайти в документах 1370-х років. У них зокрема відзначалося, що споруда, за наказом князя Володислава Опольського, повинна утримуватися за кошти з млина. Церква тривалий час перебувала під патронатом польських монархів, що свідчить про те, що на той час вона вже була перетворена у костел. Так у 1485 році Казимир IV Ягайлович призначив для обслуговування каплиці п'ять мансіонаріїв (комірників) та десятину прибутків зі своїх чотирьох королівських маєтностей. Пізніше наступний король польський Олександр Ягеллончик призначив виділення грошей на священика, який би виголошував церковні проповіді німецькою мовою.
У 1515 році Сигізмунд Старий дозволив німцям презентувати одного з шести мансіонаріїв. 1547 року це рішення було підтверджено, але оскільки у цей час більшість німців переходили в лютеранство, король скасував свій наказ.
Під час великої пожежі Львова 1527 року каплиця та замок вціліли. 1565 року, коли сталася нова пожежа — костел разом зі всіма іншими будівлями Низької фортеці погоріли. Щоправда, каплиця майже вціліла (згорів лише дах) завдяки мурам та склепінням церкви, які захистили її інтер'єр. Тому 1570 року разом із Низьким замком був відбудований дах каплиці святої Катерини.
Основними відвідувачами-прихожанами костелу були солдати з гарнізону Низької фортеці, а також шляхтичі, які перебували в замку через службові справи та засідання трибуналів.
У 1621 році замок утратив статус королівської резиденції (король Сигізмунд III Ваза переїхав до резиденції архієпископа). У свою чергу костел святої Катерини Олександрійської перейшов з-під патронату короля до власності магістрату.
На утримання храму в магістрату не вистачало коштів, тому каплиця повільно занепадала. Коли у Низькому замку жив шведський король Карл XII, його війська, окрім самого замку, дуже пошкодили й костел.
17 лютого 1785 року католицький архієпископ Львова наказав описати та передати все майно храму до інших міських костелів. Попри те, що громадськість була проти, у 1792 році храм святої Катерини Олександрійської закрили назавжди.
У 1802 році галицькі стани, яким став належати костел і замок, продали їх місту. Міський уряд постановив розібрати залишки величного Низького замку та костелу святої Катерини, після чого цеглу продали львівським євреям, які використали її для побудови Краківського передмістя (території Клепаріва).
Так закінчилося існування двох видатних архітектурних пам'яток міста Лева.

### Опис
Споруда костелу була домінантно вертикальною замкові. Ф. Марковський припускав, що костел був повернений вівтарем на захід. Будівля мала шість вікон. Дерев'яна дзвіниця храму розташовувалася «від сходу, навпроти великого вівтаря». Церква оточувалася контрфорсами.
У своїй праці про Львів Мартін Ґруневеґ згадував про каплицю святої Катерини таке:
| «… була раніше руською, як ще й тепер свідчить вся її будова. Всередині, починаючи від підлоги, прикрашена мальовидлами євангельських історій і святих, все на руський лад… змурована дуже старанно, з особливо міцної цегли.» |
З цього уривка можна зробити висновок, що стінопис церкви залишався первісним і був виконаний у православних традиціях.

## Реконструкція планування Низького замку та його приміщень
Низька фортеця зображена на багатьох малюнках та гравюрах XVII—XVIII століть. Це й зображення 1618 року гравера Пасаротті та Гаффнера (1775), малюнки Ф. Ковалишина та Я. Глоговського. Щоправда, останні були зроблені вже в XIX ст. і лише копіюють старі гравюри. Однак на всіх цих зображеннях Низький замок зображується тільки з північно-східної частини. 
Загальні габарити будови фортеці науковці знайшли в планах Львова за 1704, 1766, 1777, 1780, 1781, 1800 роки. Основними ж документами реконструкції плану будівлі були «Люстрація Львівського староства» (1570) та «Люстрація Генеральна Руської землі» (1765).
Саме завдяки цим працям Я. Вітвіцький, Ф. Марковський та кафедра Реставрації Львівської Політехніки змогли відтворити вигляд Низького замку у XVIII столітті. Завдячуючи тому, що науковцям трапився опис планування первинного замку (складений 1570 року), історики відтворили вигляд Низького замку до великої пожежі 1565 року.
У кінці XX, та на початку XXI століть найбільший внесок до вивчення Низького замку зробили Ігор і Любов Качор, І. Могитич та вже згадана кафедра Реставрації Львівського політехнічного інституту.